# Nunca vas a estar solo
Nunca vas a estar solo (Engels: You'll Never Be Alone) is een Chileense film uit 2016, geschreven en geregisseerd door Álex Anwandter. De film ging op 16 februari in première op het Internationaal filmfestival van Berlijn in de Panorama-sectie.

## Verhaal
Juan is een introverte manager in een etalagepoppenfabriek die samenwoont met zijn homoseksuele zoon Pablo. Pablo is een student aan de dansacademie, houdt er van zich te verkleden als dragqueen en bezoekt regelmatig homobars. Juan hoopt dat zijn baas na 25 jaar bij de firma hem zal vragen om medepartner te worden. Maar op een dag belandt Pablo zwaargewond in het ziekenhuis na een geval van gaybashing. Juan heeft
problemen met het betalen van de hospitaalkosten en hij moet zijn comfortabel stabiel leven opgeven op zoek naar een oplossing. Wanneer zijn pogingen op niks uitlopen besluit hij op een avond in de straten van Santiago zijn eigen regels te maken om het leven van zijn zoon te redden.

## Rolverdeling
| Acteur             | Personage      |
| ------------------ | -------------- |
| Sergio Hernández   | Juan           |
| Andrew Bargsted    | Pablo          |
| Edgardo Bruna      | Bruno Saulmann |
| Astrid Roldán      | Mari           |
| Jaime Leiva        | Félix          |
| Gabriela Hernández | Lucy           |

## Prijzen en nominaties
De belangrijkste:
| Jaar | Prijs       | Categorie         | Genomineerde(n) | Uitslag  |
| ---- | ----------- | ----------------- | --------------- | -------- |
| 2016 | Teddy Award | Prijs van de jury | Álex Anwandter  | Gewonnen |